# Apostolos Vellios
Apostolos Vellios (in greco: Απόστολος Βέλλιος; Salonicco, 8 gennaio 1992) è un calciatore greco, attaccante del Nea Salamis.
Vellios è cresciuto nelle giovanili dell'Īraklīs, per poi debuttare in prima squadra. Ha anche giocato in Inghilterra con le maglie dell'Everton e del Blackpool, oltre ad aver rappresentato la Grecia dalle giovanili fino alla prima squadra.

## Biografia
Vellios è il figlio di Kostas Vellios, anch'egli giocatore per l'Īraklīs. Vellios ha studiato alla Aristotelio High School, scuola con la quale il 18 marzo 2010 ha vinto il Greek High School Championship. Vellios è inoltre tifoso dell'Iraklis fin da piccolo.

## Carriera

### Club

#### Iraklis
Vellios ha iniziato la sua carriera professionistica nel 2008 nelle file dell'Iraklis. La sua prima apparizione ufficiale avviene il 29 aprile 2009 nella partita per sa per 4-1 contro lo Skoda Xanthī, subentrando a Dimitris Giantsis nell'ultima gara della stagione 2008-2009 di Souper Ligka Ellada. Il primo gol con la maglia dei Imitheos, Vellios lo mette a segno il 7 novembre 2009 nella sfida contro l'Olympiacos giocata allo Stadio Karaiskakīs. Grazie a questa sua giocata, viene nominato miglior giocatore della 10 giornata della Souper Ligka Ellada. Alla fine della stagione, Vellios ha totalizzato nove presenze, tutte come sostituto, segnando due gol.

#### Everton
Nonostante l'interessamento da parte di molte squadre, tra cui spiccano Fulham, Olympiakos, AEK Atene e Bologna,, Vellios firma un quadriennale con l'Everton nel gennaio 2011, per una cifra totale di £250,000. Velliors segna il suo unico gol con le riserve dell'Everton nel giorno del suo debutto con la maglia dei Toffees, partita persa per 5-1 contro il Blackburn. Vellios fa il suo debutto in prima squadra nella partita di Premier League del 2 aprile 2011 disputata contro l'Aston Villa, subentrando all'80º minuto al posto del compagno Jermaine Beckford. Vellios segna il suo primo gol il 17 settembre 2011 nella vittoria per 3-1 contro il Wigan. Il suo secondo gol, Vellios lo mette a segno contro il Chelsea dopo soli 18 secondi dal suo ingresso in campo. Ancora una volta, Vellios segna entrando dalla panchina nella gara vinta per 2-0 contro il Bolton, terzo gol per lui in 235 minuti complessivi giocati.
Nonostante la sua prolificità sotto porta, Vellios viene mandato nella squadra riserve dall'allora allenatore David Moyes. Al termine della stagione 2011-2012 Vellios deteneva il record stagionale per il miglior rapporto gol/minuti giocati di tutta la squadra, con un gol ogni 86 minuti. Nella stagione 2012-2013, Vellios torna a giocare con la prima squadra, subentrando a partita in corso nella vittoria per 2-1 contro il Sunderland. Il 10 Maggio 2014, dopo tre anni e mezzo ai Toffees, Vellios annuncia sul suo account Twitter la separazione dal club.

##### Blackpool
Il 27 marzo 2014 Vellios passa in prestito al Blackpool fino al termine della stagione. Due giorni dopo, Vellios parte titolare nella gara giocata contro il QPR, mentre nella partita seguente, persa per 2-1 contro il Yeovil Town, viene sostituito dopo soli cinque minuti dall'inizio del secondo tempo, finendo così bruscamente la sua carriera con la maglia dei Seasiders.

#### Lierse
Il 16 luglio 2014 Vellios firma un contratto biennale il Lierse, squadra della Jupiler League.

##### FC Vestsjælland
Dopo solo mezza stagione, il 26 gennaio 2015 Vellios viene mandato in prestito al Vestsjælland fino al termine della stagione, diventando così il primo calciatore greco a giocare nella Superligaen. Con il Vestsjælland, Vellios gioca 16 partite di campionato, mettendo a segno 3 gol, oltre alle 4 presenze con tre gol realizzati nella DBUs Landspokalturnering, incluso un gol nella finale giocata e persa per 2-3 ai tempi supplementari contro il Copenaghen.

#### Ritorno all'Iraklis
Il 15 Luglio 2015 Vellios firma un contratto di due anni con l'Īraklīs, club che lo ha lanciato nel calcio professionistico. Il 26 settembre 2015, Vellios segna il gol del pareggio nella partita terminata 1-1 contro lo Skoda Xanthi, match valido per la quinta giornata del campionato greco. È il suo primo gol con la maglia dell'Iraklis dal suo ritorno con la maglia degli Imitheos.
Il 26 ottobre 2015, Vellios segna un gol per il quarto match di campionato consecutivo, eguagliando così il record del club, detenuto da Joël Epalle. Il 17 novembre 2015 Vellios mette all'asta la sua maglia per raccogliere fondi per aiutare Nikos Kyzeridis, ex giocatore dell'Arīs Salonicco che stava lottando contro il cancro. Il 28 novembre 2015, il gol di Vellios permette all'Iraklis di vincere contro il Panathīnaïkos per 1-0. Il 5 dicembre 2015, grazie ad un suo gol, l'Iraklis batte per 2-1 l'Asteras Tripolīs, mantenendo così il record di imbattibilità contro il club di Tripoli. Grazie a questi importanti gol, Vellios viene più volte collegato ai grandi club greci come Olympiakos e PAOK. Il 2 gennaio 2016, Vellios segna una tripletta nel match vinto proprio per 3-0 contro il Kallonī, diventando così il primo giocatore dell'Iraklis e riuscire in questa impresa, negli ultimi 15 anni del club. Il 7 febbraio 2016, Vellios segna il suo decimo gol in Super League nel match vinto per 1-0 allo stadio Kaftanzogleio, interrompendo la serie negativa di sei sconfitte.

##### Nottingham Forest
Il 29 giugno 2016 Vellios firma un contratto di quattro anni con il Nottingham Forest, squadra militante nella seconda categoria inglese, diventando così il primo acquisto del nuovo manager Philippe Montanier.

#### Ascoli
Il 24 settembre 2020 firma un biennale per l'Ascoli.

#### Academica Clinceni
Il 7 luglio 2021 firma per l'Acad. Clinceni.

#### PEC Zwolle
Nella sessione estiva di calcio mercato del 2022 firma un contratto con il club di Eerste Divisie del PEC Zwolle. Il 3 marzo 2023 realizza quattro reti nella partita che vede la vittoria per 13-0 contro il Den Bosch, mettendo a segno tre reti in poco più di undici minuti.

### Nazionale
Vellios ha totalizzato 16 presenze con la nazionale greca Under-19, segnando 9 gol. L'11 gennaio 2011 Vellios esordisce con la maglia della Grecia nel match vinto per 2-1 contro la nazionale macedone Under-19, segnando anche il primo dei due gol; Vellios si confermò anche nel match di ritorno giocato due giorni dopo, segnando due gol nella vittoria per 3-0.
Il 16 marzo 2016, Vellios viene convocato da Michael Skibbe, allenatore della nazionale maggiore greca per due amichevoli contro le nazionali del Montenegro e dell'Islanda. Proprio nell'amichevole contro l'Islanda, Vellios esordisce con la maglia della Grecia, subentrando ad inizio del secondo tempo al compagno Athanasios Papazoglou. Il 4 giugno 2016, Vellios parte titolare nell'amichevole giocata contro l'Australia, ripetendosi nell'altra amichevole giocata tre giorni dopo sempre contro i Socceroos.

## Statistiche

### Presenze e reti nei club
| Stagione                 | Squadra                  | Campionato               | Campionato | Campionato | Coppe nazionali | Coppe nazionali | Coppe nazionali | Coppe continentali | Coppe continentali | Coppe continentali | Totale | Totale |
| Stagione                 | Squadra                  | Comp                     | Pres       | Reti       | Comp            | Pres            | Reti            | Comp               | Pres               | Reti               | Pres   | Reti   |
| ------------------------ | ------------------------ | ------------------------ | ---------- | ---------- | --------------- | --------------- | --------------- | ------------------ | ------------------ | ------------------ | ------ | ------ |
| 2008-2009                | Īraklīs                  | SL                       | 0          | 0          | CG              | -               | -               | -                  | -                  | -                  | 0      | 0      |
| 2009-2010                | Īraklīs                  | SL                       | 9          | 2          | CG              | -               | -               | -                  | -                  | -                  | 9      | 2      |
| 2010-gen. 2011           | Īraklīs                  | SL                       | 12         | 2          | CG              | -               | -               | -                  | -                  | -                  | 12     | 2      |
| gen.-giu. 2011           | Everton                  | PL                       | 3          | 0          | FACup+CdL       | 0               | 0               | -                  | -                  | -                  | 3      | 0      |
| 2011-2012                | Everton                  | PL                       | 13         | 3          | FACup+CdL       | 1+1             | 0+0             | -                  | -                  | -                  | 15     | 3      |
| 2012–2013                | Everton                  | PL                       | 6          | 0          | FACup+CdL       | 0               | 0               | -                  | -                  | -                  | 6      | 0      |
| 2013-mar. 2014           | Everton                  | PL                       | 0          | 0          | FACup+CdL       | 0               | 0               | -                  | -                  | -                  | 0      | 0      |
| Totale Everton           | Totale Everton           | Totale Everton           | 22         | 3          |                 | 2               | 0               |                    | -                  | -                  | 24     | 3      |
| mar.-apr. 2014           | Blackpool                | FLC                      | 2          | 0          | FACup+CdL       | -               | -               | -                  | -                  | -                  | 2      | 0      |
| 2014-gen. 2015           | Lierse                   | PL                       | 13         | 1          | CB              | 1               | 0               | -                  | -                  | -                  | 14     | 1      |
| gen.-giu. 2015           | Vestsjælland             | SL                       | 16         | 3          | CD              | 4               | 3               | -                  | -                  | -                  | 20     | 6      |
| 2015-2016                | Īraklīs                  | SL                       | 27         | 11         | CG              | 5               | 2               | -                  | -                  | -                  | 32     | 13     |
| Totale Iraklis           | Totale Iraklis           | Totale Iraklis           | 48         | 15         |                 | 5               | 2               |                    | -                  | -                  | 53     | 17     |
| 2016–2017                | Nottingham Forest        | FLC                      | 28         | 6          | FACup+CdL       | 1+2             | 0+0             | -                  | -                  | -                  | 31     | 6      |
| 2017-2018                | Nottingham Forest        | FLC                      | 12         | 1          | FACup+CdL       | 1+1             | 1+0             | -                  | -                  | -                  | 14     | 2      |
| Totale Nottingham Forest | Totale Nottingham Forest | Totale Nottingham Forest | 40         | 7          |                 | 5               | 1               |                    | -                  | -                  | 45     | 8      |
| 2018-2019                | Waasland-Beveren         | PL                       | 17         | 4          | CB              | 1               | 0               | -                  | -                  | -                  | 18     | 4      |
| 2019-2020                | Atromītos                | SL                       | 21+6       | 6+0        | CG              | 4               | 2               | UEL                | 4                  | 0                  | 35     | 8      |
| set. 2020-2021           | Ascoli                   | B                        | 7          | 0          | CI              | 1               | 0               | -                  | -                  | -                  | 8      | 0      |
| 2021-gen. 2022           | Academica Clinceni       | L1                       | 16         | 1          | CR              | 0               | 0               | -                  | -                  | -                  | 16     | 1      |
| gen.-giu. 2022           | Lamia                    | SL                       | 6+3        | 0          | -               | -               | -               | -                  | -                  | -                  | 9      | 0      |
| 2022-2023                | PEC Zwolle               | EED                      | 31         | 11         | CO              | 1               | 1               | -                  | -                  | -                  | 32     | 12     |
| 2023-2024                | PEC Zwolle               | ED                       | 14         | 3          | CO              | 1               | 0               | -                  | -                  | -                  | 15     | 3      |
| Totale Pec Zwolle        | Totale Pec Zwolle        | Totale Pec Zwolle        | 45         | 14         |                 | 2               | 1               |                    | -                  | -                  | 47     | 15     |
| Totale carriera          | Totale carriera          | Totale carriera          | 262        | 54         |                 | 25              | 9               |                    | 4                  | 0                  | 291    | 63     |

### Cronologia presenze e reti in nazionale
| Cronologia completa delle presenze e delle reti in nazionale ― Grecia | Cronologia completa delle presenze e delle reti in nazionale ― Grecia | Cronologia completa delle presenze e delle reti in nazionale ― Grecia | Cronologia completa delle presenze e delle reti in nazionale ― Grecia | Cronologia completa delle presenze e delle reti in nazionale ― Grecia | Cronologia completa delle presenze e delle reti in nazionale ― Grecia | Cronologia completa delle presenze e delle reti in nazionale ― Grecia | Cronologia completa delle presenze e delle reti in nazionale ― Grecia |
| Data                                                                  | Città                                                                 | In casa                                                               | Risultato                                                             | Ospiti                                                                | Competizione                                                          | Reti                                                                  | Note                                                                  |
| --------------------------------------------------------------------- | --------------------------------------------------------------------- | --------------------------------------------------------------------- | --------------------------------------------------------------------- | --------------------------------------------------------------------- | --------------------------------------------------------------------- | --------------------------------------------------------------------- | --------------------------------------------------------------------- |
| 29-3-2016                                                             | Atene                                                                 | Grecia                                                                | 2 – 3                                                                 | Islanda                                                               | Amichevole                                                            | -                                                                     | 46’                                                                   |
| 4-6-2016                                                              | Sydney                                                                | Australia                                                             | 1 – 0                                                                 | Grecia                                                                | Amichevole                                                            | -                                                                     |                                                                       |
| 7-6-2016                                                              | Adelaide                                                              | Australia                                                             | 1 – 2                                                                 | Grecia                                                                | Amichevole                                                            | -                                                                     | 78’                                                                   |
| 6-9-2016                                                              | Faro                                                                  | Gibilterra                                                            | 1 – 4                                                                 | Grecia                                                                | Qual. Mondiali 2018                                                   | -                                                                     | 73’                                                                   |
| 9-11-2016                                                             | Atene                                                                 | Grecia                                                                | 0 – 1                                                                 | Bielorussia                                                           | Amichevole                                                            | -                                                                     |                                                                       |
| 25-3-2017                                                             | Bruxelles                                                             | Belgio                                                                | 1 – 1                                                                 | Grecia                                                                | Qual. Mondiali 2018                                                   | -                                                                     | 90+2’                                                                 |
| 31-8-2017                                                             | Il Pireo                                                              | Grecia                                                                | 0 – 0                                                                 | Estonia                                                               | Qual. Mondiali 2018                                                   | -                                                                     | 70’                                                                   |
| 3-9-2017                                                              | Il Pireo                                                              | Grecia                                                                | 1 – 2                                                                 | Belgio                                                                | Qual. Mondiali 2018                                                   | -                                                                     | 89’                                                                   |
| Totale                                                                |                                                                       | Presenze                                                              | 8                                                                     |                                                                       | Reti                                                                  | 0                                                                     |                                                                       |